# Ana Plácido
Ana Augusta Plácido, ou Ana Augusta (Santo Ildefonso, Porto, 27 de Setembro de 1831 –  São Miguel de Seide, Vila Nova de Famalicão, 20 de Setembro de 1895), foi uma escritora portuguesa que publicou romances, crônicas, poemas, contos e participou ativamente da imprensa portuguesa e brasileira do século XIX. Autora dos livros Luz Coada por Ferros e Herança de Lágrimas. Foi casada com o escritor Camilo Castelo Branco. Era Viscondessa de Correia Botelho.

## Biografia
Ana Plácido nasceu na Praça Nova, freguesia de Santo Ildefonso, no Porto. Era filha de António José Plácido Braga, natural de Braga, e de Ana Augusta Vieira, natural do Porto. Aos 19 anos, obrigada pelo pai, casou a 28 de setembro de 1850, na capela da Quinta de Villar de Allen, freguesia de Campanhã, no Porto, com o comerciante Manuel Pinheiro Alves (São Miguel de Seide, Vila Nova de Famalicão, abril de 1807 – Vila Nova de Famalicão, Vila Nova de Famalicão, 15 de julho de 1863), filho de António Pinheiro Alves e Ana Maria Machado, 24 anos mais velho, que estivera emigrado no Brasil e onde fizera fortuna. Estabeleceram residência na Rua do Almada, no Porto.
Em 1856, Ana Plácido, insatisfeita com o seu casamento, iniciou uma ligação adulterina com Camilo Castelo Branco. Em 1858 teve um filho, Manuel Augusto, reconhecido como sendo seu pelo marido Pinheiro Alves, mas que muitos autores especulam ter sido filho de Camilo. Obedecendo a ordens do marido, teve que se recolher no convento da Conceição (Regeneração) em Braga em Julho de 1859. Camilo foi diversas vezes a Braga para tentar encontrar-se com ela. Um dos meios que utilizou para contactar Ana Augusta foi o telegrama, mas para não despertar suspeitas utilizou um pseudónimo feminino, Ermelinda Pereira de Castro, até arranjar maneira de a fazer sair do convento, o que veio a suceder em Agosto desse ano.
Após queixa do marido contra o par de adúlteros, Ana Plácido é presa a 6 de Junho de 1860, e Camilo foge à justiça durante algum tempo, mas acaba por se entregar a 1 de Outubro. Ambos ficaram detidos na Cadeia da Relação, no Porto, aguardando o julgamento.
Depois de julgados e absolvidos do crime de adultério, em 16 de Outubro de 1861, Camilo e Ana Plácido passaram a viver juntos, tendo tido dois filhos, Jorge Camilo, nascido em 1863 e Nuno Plácido, nascido em 1864.
Com a morte do primeiro marido em 1863, Manuel Augusto, o alegado legítimo filho de Pinheiro Alves, recebeu avultada herança do pai, tendo Ana Plácido sido a administradora dos bens. Camilo, Ana Plácido e os três filhos passaram então a residir na casa de campo de Pinheiro Alves em São Miguel de Seide, que mais tarde ficaria conhecida como Casa de Camilo Castelo Branco. Camilo tinha então 38 anos de idade e Ana 32. Foi nessa casa que Camilo escreveu grande parte da sua obra, enquanto Ana Plácido administrava a propriedade.
Em 9 de Março de 1888, finalmente Camilo e Ana casaram-se, na Rua de Santa Catarina, freguesia de Santo Ildefonso, no Porto. Estiveram presentes Ricardo Jorge, o cónego da Sé do Porto, António Alves Mendes da Silva Ribeiro (1838-1904), o capitalista Joaquim Ferreira Moutinho (1833-1914) e João António de Freitas Fortuna (1840-1899), melhor amigo de Camilo, em cujo jazigo Camilo pediu para ser sepultado.
Camilo Castelo Branco, atormentado pela cegueira e paralisia resultantes da sífilis de que sofria havia anos, suicidou-se em 1890. 
Ana Plácido morreria anos mais tarde, subitamente, na noite de 20 de Setembro de 1895, em casa do filho Nuno, Visconde de São Miguel de Seide, no lugar do Cruzeiro, em São Miguel de Seide. Foi inicialmente sepultada em jazigo de família no Cemitério de Vila Nova de Famalicão e, na primeira metade do século XX, trasladada para o novo cemitério da cidade, onde ficou em campa rasa. Em 2015, a Câmara Municipal de Vila Nova de Famalicão construiu um jazigo no cemitério de São Miguel de Seide, para onde foram trasladadas as ossadas de Ana Plácido, de Nuno Plácido Castelo Branco (filho de Camilo e Ana Plácido), de Maria Isabel da Costa Macedo Castelo Branco, (primeira mulher de Nuno), de António Joaquim da Costa Macedo (pai de Isabel), de Maria (filha de Maria Isabel e de Nuno) e de Sara (filha de Nuno Plácido com a sua segunda esposa Ana Rosa Correia). Os filhos não tardariam a segui-la (Manuel morrera já em 1877): Nuno morreu em 1896 e Jorge em 1900.

## Carreira literária
Colaborou em diversas publicações, nomeadamente na Revista Contemporânea de Portugal e Brasil (1859–1865), em O Atheneo (1859-1860) e na Gazeta Literária do Porto (1868). Foi tradutora, ainda que sejam anónimas por ser prática comum na época essa função (cf. infra).   
O seu primeiro livro Luz Coada por Ferros, foi editado em 1863. O livro Herança de Lágrimas foi assinado em 1871, com o pseudónimo Lopo de Sousa.
No decurso da sua carreira literária assinou algumas vezes com pseudónimos, sendo os mais conhecidos Gastão Vidal de Negreiros e Lopo de Sousa. Também usou abreviaturas, sendo as mais comuns A. A. (Ana Augusta) e A. A. Plácido (Ana Augusta Plácido). 

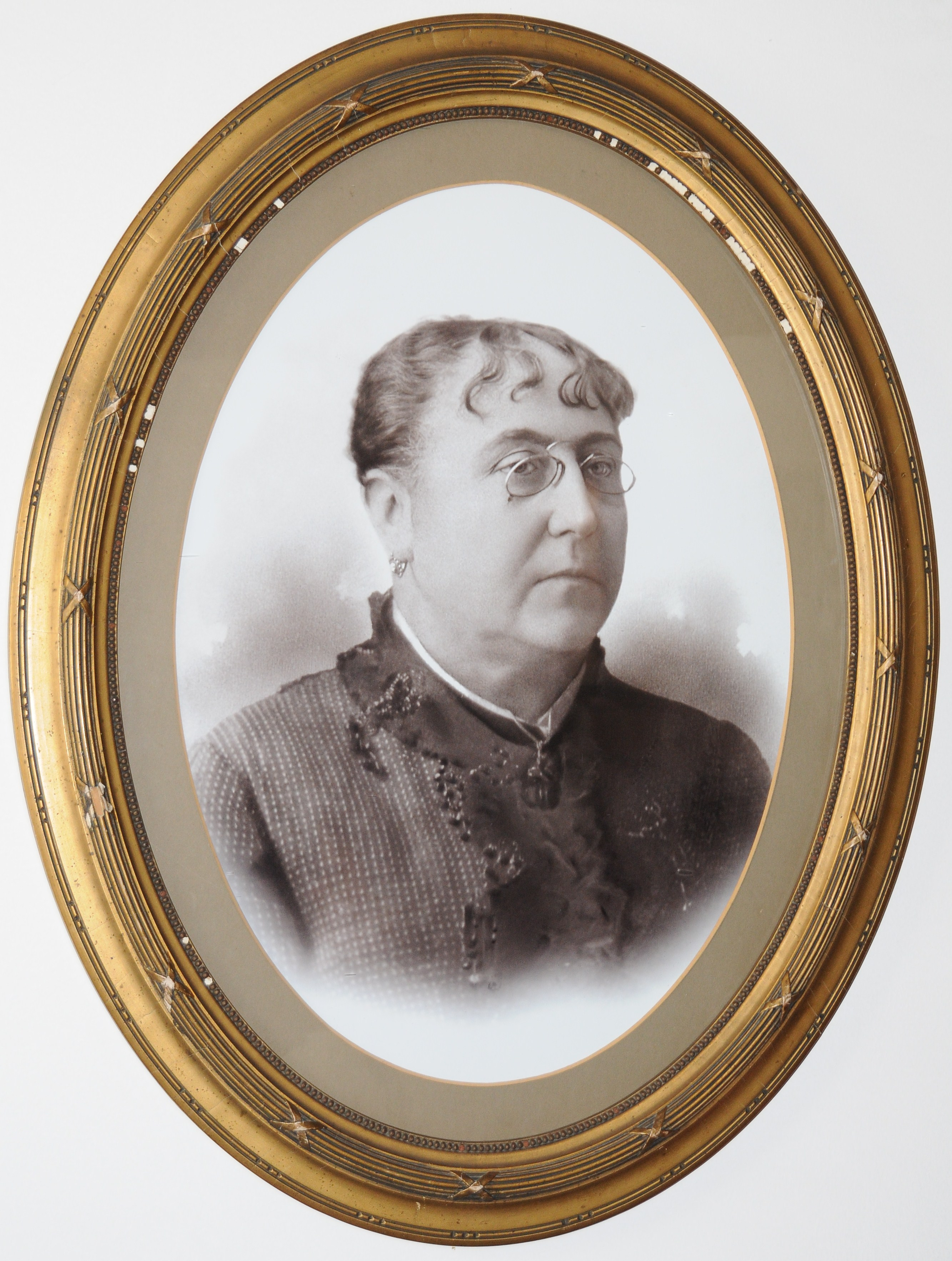
Retrato de Ana Plácido

Ajudou Camilo em alguns textos e também se dedicou à poesia.  O pseudónimo e as abreviaturas parecem ser formas de distanciamento irónico da sua própria presença nas letras portuguesas, em que a autoria no feminino era desvalorizada e obrigava à ocultação do nome próprio, marcadamente feminino ou à escolha de um nome masculino. Também a visibilidade nacional do caso judicial do processo de adultério de Ana Plácido (que não diretamente de Camilo) obrigaria socialmente à humildade da escritora, que raramente identifica o que escreve com o seu nome oficial, ainda que possamos ler a proximidade da figura de Camilo como um incentivo à escrita, desde logo como modo de subsistência. Essas circunstâncias históricas dificultam em muito, ainda hoje, a descoberta dos seus escritos e o conhecimento do grau da sua contribuição nos jornais que dirigiu com Camilo Castelo-Branco.  
O que se conhece, porém, é já significativo do seu empenho intelectual na luta pela emancipação feminina. A própria escrita de Ana Plácido, e sobretudo o distanciamento crítico a que a sua (auto)ficção a obriga, torna-se uma forma de libertação, até na medida em que a torna consciente do seu papel de criadora.  

## Vida pessoal
Ana Plácido teve três filhos. O primeiro, Manuel Augusto Plácido Pinheiro Alves (Porto, 11 de Agosto de 1858 – Póvoa do Varzim, 17 de Setembro de 1877), oficialmente filho do marido Pinheiro Alves (mas muito provavelmente filho adulterino de Camilo, uma vez que o "legítimo" pai nunca reclamou o poder paternal sobre a criança, após a separação do casal); e mais dois, de Camilo: Jorge Camilo Plácido Castelo Branco (Lisboa, 28 de Junho de 1863 – 1900), e Nuno Plácido Castelo Branco (São Miguel de Seide, 15 de Setembro de 1864 – 1896).
Plácido foi presa a 6 de Junho de 1860 na Cadeia da Relação, pelo crime de adultério.
Manuel Augusto morreria aos 19 anos de uma "febre", provavelmente meningite.
Jorge Camilo era declaradamente louco, com episódios violentos em que agredia os pais, tendo estado mesmo internado no Hospital de Alienados Conde Ferreira (de 2 de Agosto a 27 de Outubro de 1886) aos cuidados dos psiquiatras Ricardo Jorge, António Maria de Sena e Júlio de Matos, tendo sido considerado um doente irrecuperável. Terminou os seus dias num estado de apatia depressiva e de degradação (cuspia a quem passava e impedia que lhe limpassem o quarto, despejando os dejectos no soalho).
Nuno Plácido viria a ser um estroina irresponsável, sempre metido em sarilhos sórdidos. Desordeiro, alcoólico, perdulário, viciado no jogo e incapaz de trabalhar, em 1881 casou-se por interesse com uma herdeira rica, Maria Isabel da Costa Macedo (1865–1884), que raptara, instigado e ajudado pelo seu pai Camilo. Com Maria Isabel da Costa Macedo teve uma filha que acabaria por morrer poucos dias depois da infeliz mãe, no Verão de 1884. Por via da morte da filha, Nuno herdou o remanescente da fortuna da mulher, que entretanto fora gastando na boémia continuada. No mesmo ano, ligou-se a Ana Rosa Correia (1862–1956), descendente de lavradores de Landim, com quem teria 7 filhos: Flora (1886), Camilo (1888), Nuno Plácido (1889), Raquel (1890), Simão (1891), Manuel (1893) e Estela (1895). 
Plácido dedica o primeiro livro Luz Coada por Ferros à irmã Maria José, que viria a morrer de tuberculose tal como alguns dos seus irmãos.

## Obra
Entre as suas obras encontram-se: 

### Inéditos
- Via Dolorosa (135 telegramas 6/6/1859-11/9/1860) Casa-Museu de São Miguel de Ceide

### Obras Impressas
- Luz coada por ferros. Escriptos originaes, Lisboa, na Typ Universal, 1863. Cf. edição em 1863 pela Livraria A. M. Pereira? Há 2.ª edição: Lisboa, Parceria Antónia Maria Pereira, 1904. Foi publicada uma reedição fac-similada no âmbito das comemorações do 1.º Centenário da morte de D. Ana Augusta Plácido. V. N. de Famalicão, Lello & Irmão Editores/ Câmara Municipal de V. N. Famalicão, 1995 (c/ introdução de Júlio Cesar Machado, pp. VI-XV, e apresentação de Aníbal Pinto de Castro, pp. 3-31).
- [pseud. Lopo de Sousa], Herança de Lágrimas, Guimarães, Redacção Vimaranense, 1871.. Reedição: Lisboa, Sibila Publicações, 2019. Com prefácio de Inês Pedrosa e identificação da autora na capa substituindo o pseudónimo.
- [pseud. Lopo de Sousa], A Promessa, Almanaque da Livraria Internacional, Porto, Livr. Internacional, 1873.
- Cartas Inéditas da segunda mulher de Camillo Castello Branco, Lisboa, Liv. J. Rodrigues, 1916. Notas e Comentários de Affonso d'Azevêdo Nunes Branco

### Colaboração em publicações periódicas
- Atheneu, 1859-1860
- Horas de Luz nas Trevas de um Cárcere, O Nacional, 5/10/1860
- O Mundo do Doutor Pangloss, O Nacional, 3/11/1860
- Impressões Indeleveis, Amigo do Povo, Outubro de 1860
- Às portas da eternidade, O Futuro, Rio de Janeiro, 15/9/1862
- A desgraça da riqueza, O Futuro, Rio de Janeiro, Typografia do Correio Mercantil, 15/2/1863; 1/3/1863; 15/7/1863?
- Raquel, a santa do amor, dias antes da sua morte..., Gazeta de Portugal, nº 181, 24.6.1863
- Três lágrimas de Raquel, O Civilizador, Porto, nº 11, 1/3/ 1865, pp. 108-9.
- Aurora: drama imitado de um romance de Méry [Les damnés de L’Inde], O Civilizador, Porto, nº 7, 9, 11, 13, 15, 18 [1-1-1865 / 15-6-1865 [unfinished | incompleto]. Cf. Edição CABRAL, M. Fernanda Damas - Ana Plácido. Estudo, Cronologia, Antologia (narrativa), Lisboa, Caminho, 1991, pp. 95-121.
- A uns anos (poesia) A Esperança – Semanário de Recreio Literário, nº 1, 1865-1866.
- Num álbum (prosa) A Esperança – Semanário de Recreio Literário, nº 1, 1865-1866.
- [pseud. Gastão Vidal de Negreiros] Regina (romance incompleto), Gazeta Literária do Porto, 1868
- Viscondessa de Correia Botelho, «Destinado a socorrer as vítimas sobreviventes do Teatro Baquet» Diário Ilustrado 31/3/1888
- [pseud. Lopo de Sousa] A Promessa, Almanaque da Livraria Internacional, Ed. da Livraria Internacional do Porto, 1873
- O mundo do Doutor Pangloss, Revista Contemporânea
- Horas de Luz, Revista Contemporânea
- Recordação, Revista Contemporânea
- Martyrios Obscuros, Revista Contemporânea

### Traduções e Adaptações
- Amédée Achard , Como as mulheres se perdem [tradução de Ana Plácido pseud. Lopo de Sousa], Col. Biblioteca para Senhoras, Porto, Ed. Chardron, 1874
- Amédée Achard, A Vergonha que mata [tradução de Ana Plácido pseud. Lopo de Sousa], Col. Biblioteca para Senhoras, Porto, Ed. Chardron, 1874
- Benjamin Constant, Aprender na Desgraça Alheia [tradução de Ana Plácido pseud. Lopo de Sousa do romance de Benjamin Constant, Adolphe] Col. Biblioteca para Senhoras, Porto, Ed. Chardron, 1875
- Vítor Cherbuliez, Feitiços da Mulher Feia, 1876 [tradução de Ana Plácido pseud. Lopo de Sousa]
- Alphonse Gratry, Mês de Maria da Imaculada Conceição [tradução de Ana Plácido / anónima] Porto, Ed. Viúva More, 1865
- Lescoeur, A Vida Futura [tradução de Ana Plácido / anónima], 1877
- Villefranche, Pio IX [tradução de Ana Plácido / anónima], 1877
- O Papa e a Liberdade [tradução de Ana Plácido / anónima], 1879
- Émile Mathieu Campagne, Dicionário Universal de Educação e Ensino, Porto, Ed. Ernesto Chardron, 1873 (trad. de Ana Plácido em colaboração com Camilo Castelo Branco)
- O Mundo do Doutor Pangloss, O Nacional, 3.11.1860
- Meditações e Martírios Obscuro, Revista Contemporânea de Portugal e Brasil, 1860

### Pseudónimo Gastão Vidal de Negreiros
- Gazeta Literária do Porto (dirigida por Camilo Castelo Branco 16 números) – (em 1868 Ana Plácido começa a publicar com pseudónimo o romance inacabado Regina e faz crítica literária)
- [pseud. Lopo de Sousa] Almanaque da Livraria Internacional (com o texto «A promessa», Ed. da Livraria Internacional do Porto, 1873)